# Vicky Beeching
Pour les articles homonymes, voir Beeching.
Vicky Beeching est une chanteuse britannique née le 17 juillet 1979 à Canterbury en Angleterre.

## Vie privée
Vicky Beeching a fait son coming out en tant que lesbienne en 2014.

## Discographie
- 2002 : Shelter EP
- 2005 : The Journey EP
- 2005 : Yesterday, Today & Forever
- 2007 : Painting the Invisible
- 2010 : Eternity Invades